# Svenska solskyddsförbundet
Svenska Solskyddsförbundet är en svensk branschorganisation för företag inom solskyddsbranschen. Företagen som är medlemmar i organisationen är verksamma som komponenttillverkare, grossister, producenter eller inom detaljhandeln. Antalet medlemmar är 85 (år 2011) och finns spridda från Malmö i söder till Umeå i norr.
Logotypen för organisationen ritades av Michael Knutson, Knutson solskydd och inredning 1996.